# ヨハン・カスパール・ケルル

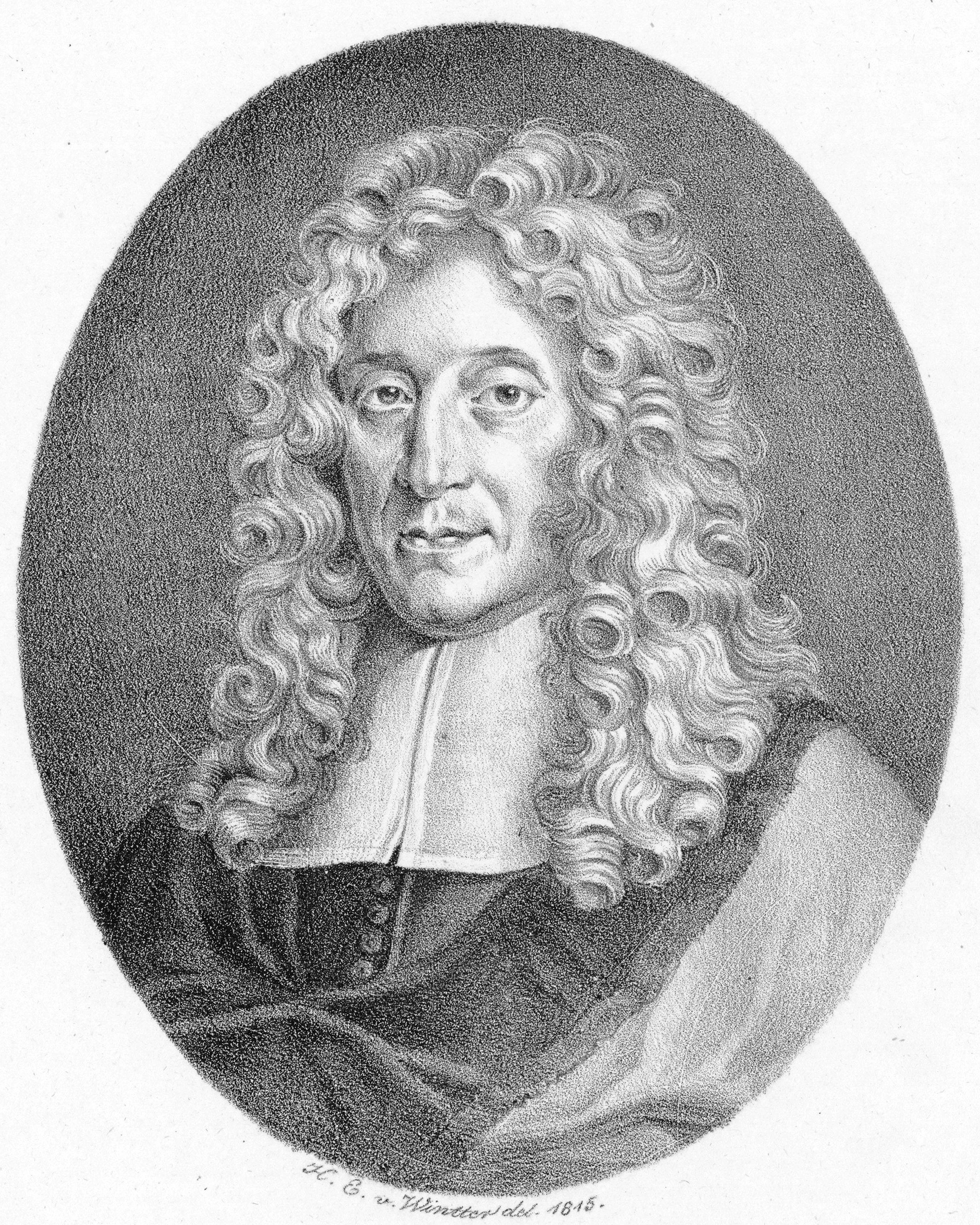
ミュンヘン滞在中の1685年から1688年までに制作された肖像画

ヨハン・カスパール・ケルル（Johann Caspar [von] Kerll, 1627年4月9日 - 1693年2月13日）はドイツ盛期バロック音楽の作曲家・オルガニスト。生前は最も評価の高い音楽家の一人であり、才能のある作曲家としても傑出した教師としても著名であったにもかかわらず、現在ではほとんど忘れ去られており、めったに演奏されない。

## 生涯
ザクセン公国アドルフ出身。青少年期については少しのことしか分かっていない。父カスパール・ケルルは、オルガン建造家ならびに地元のミヒャエル教会のオルガニストで、1626年にカタリーナ・ヘンデルと結婚した。おそらくケルルに音楽の手引きをしたのは父親であった。比類ない楽才を発揮してから、ウィーンの宮廷楽長ジョヴァンニ・ヴァレンティーニに音楽を師事する機会が得られた。同地で宮廷オルガニストとして働きながら数年間の研修を経た後、ローマに移り、ジャコモ・カリッシミに入門した。ローマ滞在中の1648年から1649年ごろに、ヨハン・ヤーコプ・フローベルガーに師事した見込みが高いが、これを裏付ける確かな資料は発見されていない。
だいたい1646年から1647年ごろに、スペイン領ネーデルラントの総督レオポルト・ヴィルヘルム大公によって、ブリュッセルの居城における室内楽団のオルガニストに任命された。ケルルはいくつかの理由から、ブリュッセルをたびたび留守にしたが、失職せずに済んでいる。1648年にはカリッシミのもとで学んでおり、1649年から1650年までの冬は、フローベルガーとともにドレスデンを訪れ、フェリペ4世とオーストリア皇女マリア・アンナの婚礼にも参列した。1651年にレオポルト・ヴィルヘルム大公にウィーンで復職するよう催促されたが、だが1652年になってウィーン入りし、しばらくゲットヴァイク（Göttweig）に過ごしてモラヴィアを訪れた。
1656年にブリュッセルの宮廷が解散されると、同年2月にバイエルン選帝侯フェルディナント・マリアのもとで、ミュンヘン宮廷の副楽長に就任し、9月には宮廷楽長に昇進した。この新しい任務は、典礼用の宗教曲のほか、宮廷のための室内楽曲やオペラの作曲も含まれていた。ミュンヘン滞在中の1657年に、アンナ・カタリナ・エガーマイヤーと結婚。8人の子供をもうけたが、音楽家の道に進んだのは一人だけだった。理由ははっきりしないが、1673年に退職する。他の宮廷楽師といさかいを起こしたとか、宮廷内で悪行を働いたなど、様々な噂が残されているが、しかしながら実際のケルルは、没するまでの間、選帝侯フェルディナント・マリアと連絡を取り合っていた。
ケルルは1674年にウィーンに移り、1675年に宮廷オルガニストに任命された。ヨハン・パッヘルベルを助手として聖シュテファン大聖堂で活動した可能性がある。1679年にアンナ夫人が疫病のために他界すると、1682年（もしくは1683年）にクニグンデ・ヒラリスと再婚した。それから10年間にわたってウィーンにとどまり、1684年から1692年まで度々ミュンヘンを訪れた。1692年の末に辞職し、ウィーンを去ってミュンヘンに戻るが、その後まもなくして亡くなった。

## 作品
ケルルは、ゲオルク・ムッファトやフローベルガーと多くの共通点をもっている。3人ともイタリアに学んだ南部ドイツの作曲家であり、イタリア音楽の影響を作品中にたどることができる。ケルルの鍵盤楽曲は、フローベルガーとその師ジローラモ・フレスコバルディの技法を活用している。
ケルル作品の大半は、オルガンとチェンバロのどちらでも演奏できるように作曲されている。例外的に、チェンバロのための4つの組曲と、教会旋法に基づくオルガンのための8つのトッカータ（《トッカータ第4番「半音階的」 Toccata quarta Cromatica con Durezze e Ligature》《トッカータ第6番、足踏み鍵盤のための Toccata sesta per il pedali》）がある。
ケルルの現存するその他の鍵盤楽曲に、（おそらく教育的意図をもつ）多数のカンツォーナや、典礼用のマニフィカト集のほか、《リチェルカータ Ricercata in Cylindrum phonotacticum transferanda》や《パッサカリア ニ短調》、《チャッコーナ ハ長調》、おそらくフレスコバルディを手本とした《カッコウによるカプリッチョ Capriccio sopra 'il Cucù'》など、いくつかの独立した小品がある。こうした教会音楽の分野では、想像力豊かな写実的な音楽を作曲している。
ケルルはしばしばコンチェルタート技法によってミサ曲やレクイエム、マニフィカトを作曲し、時に二重合唱や三重合唱のような複合唱を採用した。鍵盤楽器以外の作品は、ミュンヘン時代にとりわけ実り豊かであった。ミュンヘンの宮廷礼拝堂を復活させて、声楽曲や室内楽曲をふんだんに作曲した。最初の歌劇《オロンテ Oronte》（1657年）はミュンヘンで作曲されている。不幸にも、当時の多くの楽曲は散逸した（当時人気のあった11のオペラ全ても含む）。あるいは今なお公表されていない作品もある。声楽曲のうち、わずか13のミサ曲と2つのレクイエムしか現存していない。

## 影響力
ケルルは同時代人から高く評価されていた。多くの作品は存命中に出版されている（モテットと宗教的コンチェルトのアンソロジーである《聖歌集 Delectus sacrarum cantionum》は1669年に、典礼用のオルガン曲集《第8旋法のマニフィカトによるオルガン曲集 Modulatio organica super Magnificat octo ecclesiaticis tonis respondens》は1686年に出版されている）。著名な教師であり、門下にアゴスティーノ・ステッファーニのほか、おそらくヨハン・ヨーゼフ・フックスもケルルに師事している。ベネディクト・アントン・アウフシュナイターは音楽理論書の中で、自分の理想とする音楽家の一人としてケルルを上げた。
バッハもヘンデルもケルルの作品を研究している。バッハは、自作の《サンクトゥス ニ長調》BWV 241において、ケルルの《 Missa superba》のサンクトゥス楽章を用いてさえいる。ヨハン・パッヘルベルは、ケルルの作曲様式を学び、その影響を多くの作品において示している。